# Cardiochiles dissimulator
Cardiochiles dissimulator är en stekelart som beskrevs av Turner 1918. Cardiochiles dissimulator ingår i släktet Cardiochiles och familjen bracksteklar. Inga underarter finns listade.